# 艾琳·巴维耶拉
艾琳·圣巴勃罗·巴维耶拉（Aileen San Pablo Baviera，1959年8月26日—2020年3月21日），菲律賓政治學家、漢學家。她被認為是菲律賓最重要的中國專家之一。
2020年3月21日清晨，她因感染2019冠狀病毒病，在馬尼拉的聖拉薩羅醫院不治去世。她於3月12日自巴黎返回，在巴黎被感染。

## 著作
- Contemporary Political Attitudes and Behavior of the Chinese in Metro Manila, 1994.
- Regional Security in East Asia: Challenges to Cooperation and Community Building, 2008.